# NGC 959
NGC 959 je galaksija u zviježđu Trokut.

## Vanjske poveznice
- SEDS: NGC 959